# Kähler-Differential
Der Begriff des Kähler-Differentials (nach E. Kähler) ist eine algebraische Abstraktion der Leibnizregel aus dem mathematischen Teilgebiet der Differentialrechnung.
Dieser Artikel beschäftigt sich mit kommutativer Algebra. Insbesondere sind alle betrachteten Ringe kommutativ und haben ein Einselement. Für weitere Details siehe Kommutative Algebra.

## Definition
Es sei {\displaystyle A} ein Ring und {\displaystyle B} eine {\displaystyle A}-Algebra.
Für einen {\displaystyle B}-Modul {\displaystyle M} ist eine {\displaystyle A}-lineare Derivation von {\displaystyle B} mit Werten in {\displaystyle M} definiert als eine {\displaystyle A}-lineare Abbildung {\displaystyle D\colon B\to M}, für die die Leibnizregel gilt, das heißt
{\displaystyle D(b_{1}b_{2})=b_{1}D(b_{2})+b_{2}D(b_{1}).}
Die Menge aller solcher Derivationen bildet einen {\displaystyle B}-Modul, der mit
{\displaystyle \mathrm {Der} _{A}(B,M)}
bezeichnet wird.
Weiter sei
{\displaystyle I:=\ker(B\otimes _{A}B\to B)}
der Kern der Multiplikation, der über den linken Faktor als {\displaystyle B}-Modul aufgefasst werde. Der Modul der Kähler-Differentiale oder der relativen Differentiale ist dann
{\displaystyle \Omega _{B/A}:=I/I^{2}.}
Die universelle Derivation ist die Abbildung
{\displaystyle \mathrm {d} \colon B\to \Omega _{B/A},\quad b\mapsto \mathrm {d} b:=b\otimes 1-1\otimes b.}
Sie ist eine {\displaystyle A}-lineare Derivation.

## Universelle Eigenschaft
Es gilt:
{\displaystyle \mathrm {Hom} _{B}(\Omega _{B/A},M)\to \mathrm {Der} _{A}(B,M),\quad f\mapsto f\circ \mathrm {d} ,}
ist ein Isomorphismus. Man kann das auch so formulieren: Der Funktor {\displaystyle \mathrm {Der} _{A}(B,{-})} wird durch das Paar {\displaystyle (\Omega _{B/A},\mathrm {d} )} dargestellt. Insbesondere ist {\displaystyle \Omega _{B/A}} durch diese Eigenschaft im Wesentlichen eindeutig bestimmt.

## Die exakten Sequenzen
- Ist {\displaystyle A} ein Ring, {\displaystyle B} eine {\displaystyle A}-Algebra, {\displaystyle C} eine {\displaystyle B}-Algebra und {\displaystyle M} ein {\displaystyle C}-Modul, so ist die folgende Sequenz exakt:

{\displaystyle 0\longrightarrow \mathrm {Der} _{B}(C,M)\longrightarrow \mathrm {Der} _{A}(C,M)\longrightarrow \mathrm {Der} _{A}(B,M).}
Infolgedessen ist die entsprechende Sequenz der relativen Differentiale exakt:
{\displaystyle \Omega _{B/A}\otimes _{B}C\longrightarrow \Omega _{C/A}\longrightarrow \Omega _{C/B}\longrightarrow 0.}
- Ist speziell {\displaystyle C=B/I} für ein Ideal {\displaystyle I} in {\displaystyle B}, so ist {\displaystyle \mathrm {Der} _{B}(C,M)=0}, aber man kann noch einen weiteren Term in der exakten Sequenz angeben:

{\displaystyle 0\longrightarrow \mathrm {Der} _{A}(B/I,M)\longrightarrow \mathrm {Der} _{A}(B,M)\longrightarrow \mathrm {Hom} _{B/I}(I/I^{2},M)}
Infolgedessen ist die folgende Sequenz der Moduln der Kähler-Differentiale exakt:
{\displaystyle I/I^{2}\longrightarrow \Omega _{B/A}\otimes _{B}B/I\longrightarrow \Omega _{(B/I)/A}\longrightarrow 0.}

## Differentiale und Körpererweiterungen
Es sei {\displaystyle L/K} eine Körpererweiterung.
- Hat {\displaystyle K} Charakteristik 0, so ist {\displaystyle \dim _{L}\Omega _{L/K}} gleich dem Transzendenzgrad von {\displaystyle L/K}.
- Hat {\displaystyle K} Charakteristik {\displaystyle p>0}, und ist {\displaystyle L/K} endlich erzeugt, so gilt {\displaystyle \Omega _{L/K}=0} genau dann, wenn {\displaystyle L/K} algebraisch und separabel ist. Ist beispielsweise {\displaystyle L=K({\sqrt[{p}]{a}})} eine nichttriviale inseparable Erweiterung, so ist {\displaystyle \Omega _{L/K}} ein eindimensionaler {\displaystyle L}-Vektorraum.

## Beispiele
- Ist {\displaystyle B=A[X_{1},\ldots ,X_{n}]}, so ist {\displaystyle \Omega _{B/A}} ein freier {\displaystyle B}-Modul mit Erzeugern {\displaystyle \mathrm {d} X_{1},\ldots ,\mathrm {d} X_{n}}.